# Coëtquen (Rance)
Der Coëtquen (französisch: Ruisseau de Coëtquen) ist ein kleiner Fluss in Frankreich, der in der Region Bretagne verläuft. Er entspringt an der Gemeindegrenze von Plesder und Mesnil-Roc’h, entwässert generell Richtung Nordnordwest und mündet nach rund 17 Kilometern im Gemeindegebiet von Pleudihen-sur-Rance als rechter Nebenfluss in den Mündungsabschnitt der Rance, die hier schon von den Gezeiten beeinflusst wird. Im Oberlauf begleitet der Coëtquen die Autobahn-ähnlich ausgebaute Departement-Straße D137, die von Rennes nach Saint-Malo führt.
Auf seinem Weg berührt der Fluss die Départements Ille-et-Vilaine und Côtes-d’Armor und bildet auf einer Strecke von gut drei Kilometern auch deren Grenze.

## Orte am Fluss
(Reihenfolge in Fließrichtung)
- Roche Blanche, Gemeinde Mesnil-Roc’h
- Château de la Chesnaye, Gemeinde Plesder
- La Coupaudais, Gemeinde Saint-Hélen
- La Motte, Gemeinde Mesnil-Roc’h
- Coëtquen, Gemeinde Saint-Hélen
- Le Val Hervelin, Gemeinde Pleudihen-sur-Rance
- Pleudihen-sur-Rance
- La Gravelle, Gemeinde Pleudihen-sur-Rance

## Sehenswürdigkeiten
- Château de Coëtquen, Burgruine aus dem 15. Jahrhundert am Flussufer beim Ort Coëtquen, in der Gemeinde Saint-Hélen – Monument historique[4]